# 요한 베르누이
요한 베르누이(독일어: Johann Bernoulli 요한 베르눌리[*], 1667년 8월 6일 ~ 1748년 1월 1일)는 스위스의 수학자이다. 17세기~18세기에 걸쳐 여러 명의 수학자와 과학자를 배출한 베르누이 가문 출신으로 그의 큰형 야코프 베르누이, 작은 형 니콜라우스 베르누이의 아들인 조카 니콜라우스 베르누이 1세, 및 자신의 아들인  니콜라우스 베르누이 2세, 다니엘 베르누이, 요한 베르누이 2세 등이 모두 수학자였다.
요한은 형 야코프와 함께 아버지의 반대를 무릅쓰고 수학 공부를 했고, 당대 최고의 수학자였던 고트프리트 빌헬름 라이프니츠와 서신을 교환하며 수학자로서 인정을 받았다. 두 형제는 라이프니츠의 미적분학 발전에 공을 세웠다. 이후 요한은 프랑스로 건너가 기욤 드 로피탈의 재정적 지원을 받으며 그에게 미적분학을 가르쳤고, 그 과정에서 자신의 발견과 저작을 로피탈하고만 공유하겠다는 계약을 맺었다.:159–160 로피탈은 요한이 프랑스를 떠나고 난 뒤인 1696년 미적분학에 관한 저서를 출간했고 이 책은 호평을 받았다. 그러나 이 저서는 요한의 연구에 기초한 것으로 서문 또한 퐁트넬의 문장이었다. 요한은 훗날 바젤 대학에서 수학을 가르쳤으며, 그의 제자 중에는 레온하르트 오일러도 있었다.

## 같이 보기
- 야코프 베르누이
- 다니엘 베르누이

## 참고 문헌
- 유병용, 《과학으로 만드는 배》 지성사, 2005, ISBN 89-7889-123-3
- O’Connor, John J.; Robertson, Edmund F. (1998년 9월). “요한 베르누이”. 《MacTutor History of Mathematics Archive》 (영어). 세인트앤드루스 대학교.
- “Johann Bernoulli”. 《수학 계보 프로젝트》 (영어). 미국 수학회.